# Денис Ъруин
Денис Джоузеф Ъруин (на английски: Denis Joseph Irwin ['denis 'з:win], роден на 31 октомври 1965 г. в Корк, Ирландия) е бивш ирландски футболист, играл за английския клуб Манчестър Юнайтед, в състава на който е един от най-важните играчи през 1990-е години, когато отборът доминира в английската Премиер-лига.
Той се оказва много добра сделка, след като подписва с Манчестър Юнайтед за сумата от 650 000 английски лири през 1990 г. Крайният защитник от Ирландия дава своя голям принос за възраждането на червените дяволи, като внася стабилност в защитата и реализира страхотни попадения от дузпи и свободни удари. Ъруин отбелязва 18 гола в повече от 500 мача и има в актива си колекция от 16 национални и международни отличия, сред които се отличава тройния успех през 1999 г. в Шампионската лига, Висшата лига и купата на FA.